# Список умерших в 1439 году
В этой статье представлен список известных людей, умерших в 1439 году.
См. также: Категория:Умершие в 1439 году

## Март
- 16 марта — Гордон, Элизабет — шотландская баронесса и прародительница графов и маркизов Хантли.

## Апрель
- 12 апреля — Ян I Жаганьский —  князь Глогувский (половина княжества, в 1397-1412 годах совместно с братьями Генрихом IX и Генрихом X и Вацлавом), князь Жаганьский (в 1403-1439 годах, до 1412 года совместно с братьями Генрихом IX и Генрихом X и Вацлавом).
- 30 апреля — Ричард де Бошан, 13-й граф Уорик — 13-й граф Уорик (с 1401),граф Омальский (с 1419),. английский военачальник во время Столетней войны, кавалеры Ордена Подвязки.(1403)

## Май
- 6 мая — Спытко III из Мельштына — польский шляхтич, каштелян бечский, участник гуситского движения; убит  в битве под Гротниками на р. Нида.в сражении с войском Збигнева Олесницкого. .

## Июнь
- 1 июня — Сё Хаси — первый ван государства Рюкю (1422—1439), основатель династии Сё
- 10 июня — Иосиф II — митрополит Эфесский (1393—1416),  константинопольский патриарх (1416—1439).
- 24 июня — Фридрих IV — герцог Передней Австрией (с 1402), граф Тироля (с 1406)
- 26 июня — Дуглас, Арчибальд, 5-й граф Дуглас  — шотландский аристократ, военачальник и дипломат периода Столетней войны, 5-й граф Дуглас (1424—1439), также граф Уигтаун, лорд Галлоуэй, Ботвелл, Селкирк и Этрик-Форест, Эскдейл, Лодердейл и Аннандейл (в Шотландии), а также титулярный (de jure) герцог Туреньский, граф де Лонгвиль и сеньор Дён-сюр-Орон (во Франции), генерал-лейтенант Шотландии и регент королевства при малолетнем короле Якове II Стюарте (1437—1439),

## Сентябрь
- 5 сентября
  - Кршиштян из Прахатиц — средневековый чешский астроном, математик, врач и теолог, алхимик, педагог, ректор Карлова университета, католический священник. Друг и учитель Яна Гуса.
  - Ян I Опольский — князь Опольский (1437—1439) (вместе с младшим братом Николаем I).
- 10 сентября — Конрад V Кацкий — князь Олесницкий, Козленский, Бытомский и Сцинавский (1412—1427, с братьями), князь Олесницкий (1427—1439).

## Октябрь
- 8 октября — Верв, Клаус де — нидерландский скульптор эпохи поздней готики.
- 16 октября — Амброж из Градца — священник из Градца-Кралове, один из самых важных деятелей гуситов, духовный лидер оребитов, а затем и сирот, ярый пропагандист Четырёх пражских статей.
- 19 октября — Екатерина Кастильская — дочь короля Кастилии  Энрике III, герцогиня Вильена в своём праве, графиня-консорт Альбуркерке и Ампурьяс, жена инфанта Арагона Энрике.
- 20 октября  — Траверсари, Амброджо — итальянский богослов римско-католической церкви, монах и священник; гуманист; генерал (магистр) и реформатор ордена Камальдулов; легат папы Евгения IV на базельском и ферраро-флорентийском соборах.
- 27 октября — Альбрехт II (король Германии) (42) — герцог Австрии под именем А́льбрехт V (1404—1439),  маркграф Моравии — (1423—1429), король Венгрии и  король Чехии (1437—1439),  король Германии (Римский король) (1438—1439), первый Габсбург, объединивший под своей властью Австрию, Чехию, Венгрию и Германию.
- 29 октября — Антуан де Вержи — граф де Даммартен — бургундский военачальник, маршал Франции c 1422 (на службе Англии), рыцарь ордена Золотого Руна с 1430.

## Декабрь
- 17 декабря — Мария Трапезундская — последняя византийская императрица в 1427—1439 годах, третья супруга императора Иоанна VIII Палеолога. Дочь Алексея IV Великого Комнина; умерла от чумы
- 31 декабря — Холланд, Маргарет — английская аристократка, дочь Томаса Холланда, 2-го графа Кента, графиня-консорт Сомерсет (1397—1410) как жена Джона Бофорта, 1-го графа Сомерсет; герцогиня-консорт Кларенс, как жена Томаса Ланкастера, герцога Кларенс (1412—1421).

## Дата неизвестна или требует уточнения
- Алан Стюарт из Дарнли — шотландский дворянин, участник Столетней войны,  верховный констебль шотландской гвардии (1429—1437)( убит во время междоусобной борьбы.
- Брук, Томас — английский рыцарь, 5 раз член парламента.
- Дель Фьоре, Якобелло — живописец венецианской школы XV века.
- Изабелла ле Диспенсер — дочь и наследница Томаса ле Диспенсера, графа Глостера; бабушка английской королевы Анны Невилл.
- Каменецкий, Марцин — польский рыцарь и шляхтич, владелец замков Каменец и Добчице, а также 16 сёл.
- Коджа Мехмед Низамюддин-паша — турецкий государственный деятель, великий визирь Османской империи при Мураде II (1429—1438/39).
- Му Шэн— китайский военачальник и политик династии Мин, маркиз Сипин (1399—1408), первый герцог Цянь (1408—1439)
- Риё, Пьер де (Рошфор)  — полководец из знатной бретонской семьи; маршал Франции (с 1417), более известный под именем маршала Рошфора; участник Столетней войны; умер в плену в заключении.
- Тогон-тайши — главный ойратский тайши (1417 — 1439), сын и наследник Махаму, первый советник при монгольском Тайсун-хане и фактический правитель Монгольского ханства.
- Эйтель Фридрих I Гогенцоллерн — немецкой дворянин из швабской линии Гогенцоллернов, граф фон Цоллерн (1401—1433).